# Monotarea
Se le dice monotarea a aquel sistema operativo que solamente puede ejecutar un proceso del programa de computación a la misma vez. Es una característica de los sistemas operativos más antiguos como MS-DOS, pues en la actualidad la mayoría de los sistemas de propósito general son multitarea (es decir, que pueden ejecutar más de un programa de computación a la vez). 
MS-DOS es un sistema operativo monousuario y monotarea que tiene estas limitaciones, pero a la vez, es muy robusto y permite realizar tareas que otros no podrían. Sin embargo, ha quedado obsoleto con el paso de los años, al ser un programa bastante básico y lento, siendo superado por los sistemas operativos modernos.
Aunque MS-DOS necesite ejecutar un programa padre para correr otro programa hijo, sólo está ejecutando uno en cada momento (hijo), y si el programa padre deja de funcionar, el programa hijo se bloquea automáticamente. Solo permite hacer modificaciones ligeras en el sistema.
El sistema MS-DOS original es capaz de gestionar 2MB y de trabajar directamente sólo con 840KB. Esto es un gran problema para programas que precisen de más memoria.
La solución adoptada consiste en reordenar la memoria en diferentes partes, y tener un gestionador de memoria adecuado para ello.
Windows 95 y 98 se basan en MS-DOS, “sufriendo” esta limitación de memoria. A partir de Windows Millenium (Windows NT, Windows 2000 y Windows XP), se abandona definitivamente MS-DOS, ampliando la memoria a usar. A partir del Windows 98, sus versiones posteriores ya no contaban con el problema de la limitación de memoria.
- Datos: Q6022062